# Nongkosawit
Nongkosawit is een bestuurslaag in het regentschap Semarang van de provincie Midden-Java, Indonesië. Nongkosawit telt 4552 inwoners (volkstelling 2010).